# 林清

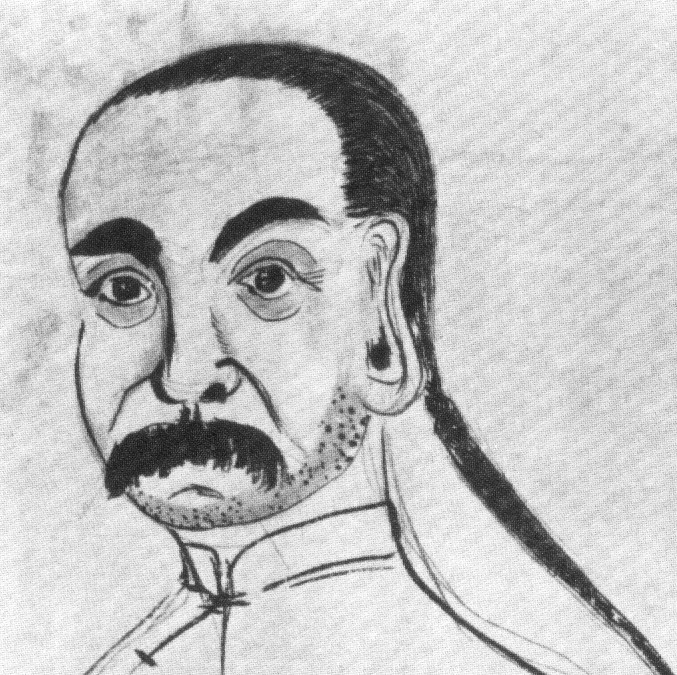
林 清

林 清（りん せい、Lin Qing、乾隆35年（1770年） - 嘉慶18年9月23日（1813年10月16日））は、清の嘉慶年間の天理教の乱の指導者。劉金刀、劉安国、劉林とも書く。
直隷省順天府大興県の出身。農民の出身で後に薬店の店員や役所の使用人となった。嘉慶11年（1806年）から白蓮教の一派である八卦教を信仰するようになり、やがて地域のリーダーとなった。未来を予知することができると称し、多くの農民・商人・下級役人を引きつけていった。入信者からは財物を取って貧民に分け与えていた。嘉慶17年（1812年）、別のリーダーである李文成と会見して翌年の蜂起を約束したが、李文成は蜂起前に捕らえられた。
嘉慶18年（1813年）9月14日、嘉慶帝が熱河の避暑山荘に赴いたのを機に、内応した宦官の手引きによって、2百人の信徒とともに商人に変装して北京に入った。9月15日、「大明天順」「順天保明」などの旗を掲げて紫禁城を攻撃した（癸酉の変）。紫禁城では皇子旻寧（後の道光帝）が軍を率いて抗戦した。2日間の戦闘の後に信者は全滅し、捕えられた林清は凌遅刑に処された。